# كأس أوروبا لكرة السلة 2016–17
كأس أوروبا لكرة السلة 2016–17 هو موسم من كأس أوروبا لكرة السلة. أقيم خلال الفترة 12 أكتوبر 2016 وحتى 5 أبريل 2017، وشارك فيه  20 فريقاً، وفاز فيه بالونكيستو مالقا.